# Plica plica
Espèce
Synonymes
- Lacerta plica Linnaeus, 1758
- Iguana chalcidica Laurenti, 1768
- Lophyrus agamoides Gray, 1827
- Hypsibatus punctatus Duméril & Bibron, 1837
- Tropidurus plica (Linnaeus, 1758)

Plica plica est une espèce de sauriens de la famille des Tropiduridae.

## Répartition

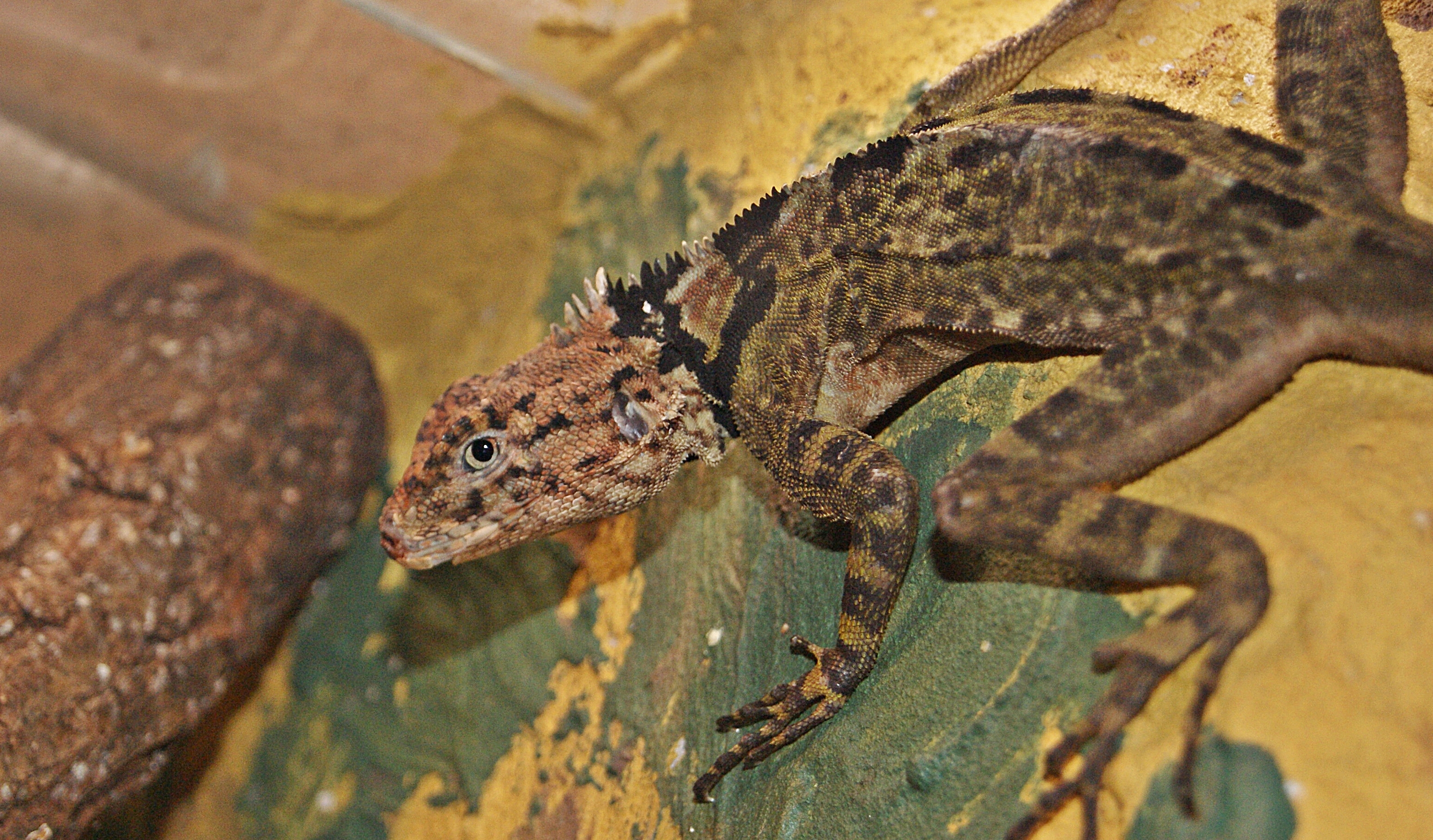
Un individu dans le zoo allemand Zooparadies Flade

Cette espèce se rencontre en Amérique du Sud, à l'exception du Chili, de l'Argentine, du Paraguay et de l'Uruguay.

## Publication originale
- Linnaeus, 1758 : Systema naturae per regna tria naturae, secundum classes, ordines, genera, species, cum characteribus, differentiis, synonymis, locis, ed. 10 (texte intégral).